# Краснопольє (Краснослободський район)
Краснопо́льє (рос. Краснополье, ерз. Краснополье) — село у складі Краснослободського району Мордовії, Росія. Входить до складу Мордосько-Паркинського сільського поселення.
Населення — 229 осіб (2010; 247 у 2002).
Національний склад (станом на 2002 рік):
- росіяни — 66 %
- мокшани — 30 %